# Tepe Gawra

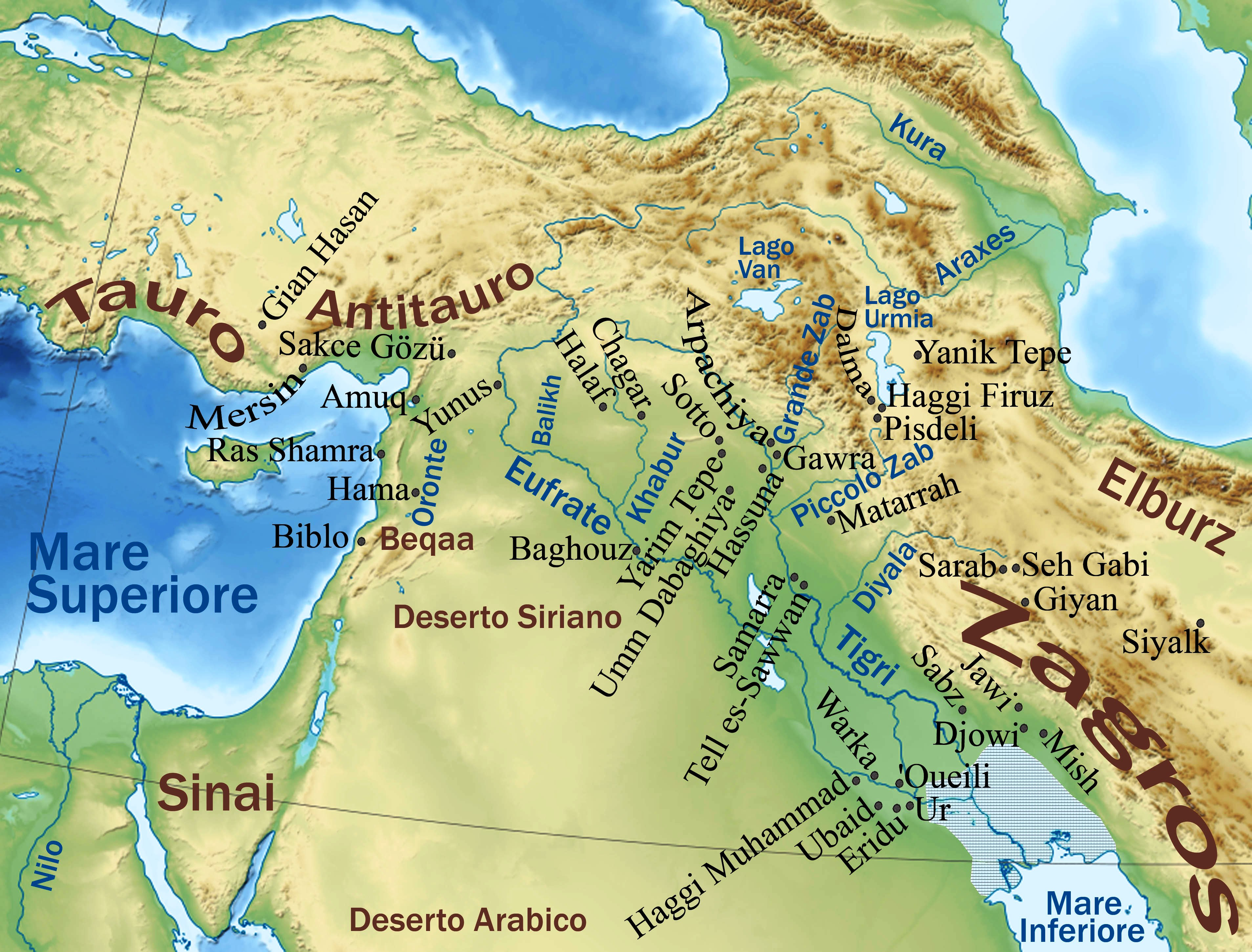
Mappa del neolitico ceramico, calcolitico e bronzo antico nel Vicino Oriente (le dimensioni del Golfo Persico sono quelle ipotizzate per il 3000 a.C.)

Tepe Gawra è un sito-guida del neolitico del Vicino Oriente, in particolare dell'Alta Mesopotamia. Si trova nella regione successivamente chiamata Assiria, in zona pedemontana, a nordest della moderna Mosul. È uno dei più importanti siti settentrionali coevi alla cultura di Ubaid (la quale ha centro nella Bassa Mesopotamia) e, insieme ad altri siti, come Arpachiya, Ninive, Telul el-Thalat e Tell Brak, rimpiazza a nord la cultura di Halaf, da tempo in crisi. La sequenza dei templi di Gawra giunge fino al tardo periodo di Uruk. La cultura di Gawra, che definisce le sequenze anche per le propaggini settentrionali della cultura Ubaid, fu particolarmente fiorente tra il 5000 e il 3100 a.C.

## Archeologia
Il diametro del tell di Gawra misurava 120 metri per un'altezza di 22. Una prima spedizione archeologica venne effettuata da Austen Layard alla metà del XIX secolo. Il sito fu poi scavato nel 1927, nel 1931 e nel 1932, per un totale di otto mesi, da archeologi della Università della Pennsylvania e delle American Schools of Oriental Research, guidati da Ephraim Avigdor Speiser e Charles Bache. Furono scoperti venti livelli, anche se l'ammontare del finanziamento non permise di portare a termine l'intento iniziale, quello di una indagine completa.

## Caratteristiche del sito
I templi di Tepe Gawra si succedono in una sequenza del tutto simile a quella di Eridu, pur se leggermente tardiva. Nello strato 13 di Gawra si trova un complesso templare formato da tre santuari, in cui a tratti originali si mescolano tratti meridionali. In particolare, rispetto all'impostazione tripartita tipicamente meridionale, interviene un arretramento della cella centrale mentre l'ingresso è posto sul lato corto, il che attribuisce al tempio una forma "a portico". Nella fase Ubaid, insomma, il nord e il sud sembrano manifestare lo stesso avanzamento culturale e tecnologico. Eppure le differenze spiccano e non mancheranno di farsi sentire nel tempo. A Gawra sono frequenti gli edifici rotondi ("a tholos"), ereditati dal periodo di Halaf e presenti ancora nello strato 11 (corrispondente all'Uruk antico), che attestano la vicinanza di gusti "pedemontani". Il meridione, nel complesso, è demograficamente sempre più preponderante e si profila come centro organizzativo rispetto alle aree "marginali", che forniscono pietre dure e metalli. Pur avvertendo con forza l'influsso culturale del sud, il nord si attesta su un sistema gentilizio, connotato dal forte ruolo ricoperto dalla personalità del capo.
I residui della cultura di Halaf vengono reinterpretati, a Gawra, nel segno dell'influenza della cultura meridionale di Ubaid, ma tale influsso appare difficilmente assimilabile, come sembra attestare il fatto che le abitazioni "a tholos" sono presenti nelle sequenze in cui mancano i templi di chiara influenza Ubaid e viceversa.
Mentre nella Bassa Mesopotamia l'agricoltura diventerà presto il settore portante (inserito però in un contesto privo di altre importanti materie prime, che necessitano di essere importate dal nord), nell'Alta Mesopotamia le necropoli, per i materiali restituiti, indicano che l'attività commerciale è predominante, mentre la pratica agricola, pur importante, è affidata alle precipitazioni, laddove al sud è condotta su base irrigua. I commerci sembrano attestati dalla presenza di lapislazzuli (dall'odierno Afghanistan) e di cornalina, turchese, ematite e diorite (dall'altopiano iranico).
Altro addentellato tra cultura settentrionale e cultura meridionale è rappresentato dalla compresenza a Gawra, sul piano della gestione del potere, di un'importante glittica (che dalla decorazione geometrica si evolve poi in raffigurazioni umane e animali) e di un "palazzo" ancora "a tholos" (quello dello strato 11): in tal modo, la cultura montanara fa sentire la presenza di un capo e, d'altro canto, la glittica segna invece un passo verso la gestione "spersonalizzata" della produzione di beni, tipica del futuro meridione templare-palatino.
| Schema cronologico del neolitico del Vicino Oriente | Schema cronologico del neolitico del Vicino Oriente | Schema cronologico del neolitico del Vicino Oriente | Schema cronologico del neolitico del Vicino Oriente                            | Schema cronologico del neolitico del Vicino Oriente | Schema cronologico del neolitico del Vicino Oriente | Schema cronologico del neolitico del Vicino Oriente | Schema cronologico del neolitico del Vicino Oriente |
| 6000                                                | Khabur                                              | Gebel Singiar Assiria                               | Medio Tigri                                                                    | Bassa Mesopotamia                                   | Khuzistan                                           | Anatolia                                            | Siria                                               |
| --------------------------------------------------- | --------------------------------------------------- | --------------------------------------------------- | ------------------------------------------------------------------------------ | --------------------------------------------------- | --------------------------------------------------- | --------------------------------------------------- | --------------------------------------------------- |
| 5500                                                |                                                     | Umm Dabaghiya                                       |                                                                                |                                                     | Muhammad Giaffar                                    | Çatalhöyük (6300-5500)                              | Amuq A                                              |
| 5200                                                | Halaf antico                                        | Hassuna                                             | Samarra antico (5600-5400) Samarra medio (5400-5000) Samarra tardo (5000-4800) |                                                     | Susiana A                                           | Hagilar Mersin 24-22                                | Amuq B                                              |
| 4800                                                | Halaf medio                                         | Hassuna tardo Gawra 20                              | Samarra antico (5600-5400) Samarra medio (5400-5000) Samarra tardo (5000-4800) | Eridu (= Ubaid 1) Eridu 19-15                       | Tepe Sabz                                           | Hagilar Mersin 22-20                                | Amuq C                                              |
| 4500                                                | Halaf tardo                                         | Gawra 19-18                                         |                                                                                | Haggi Muhammad (= Ubaid 2) Eridu 14-12              | Khazineh Susiana B                                  | Gian Hasan Mersin 19-17                             | Amuq D                                              |

| Schema cronologico del calcolitico del Vicino Oriente | Schema cronologico del calcolitico del Vicino Oriente | Schema cronologico del calcolitico del Vicino Oriente | Schema cronologico del calcolitico del Vicino Oriente | Schema cronologico del calcolitico del Vicino Oriente | Schema cronologico del calcolitico del Vicino Oriente |
| 4500                                                  | Mesopotamia                                           | Mesopotamia                                           | Khūzestān                                             | Siria                                                 | Anatolia                                              |
| 4500                                                  | Sud                                                   | Nord                                                  | Khūzestān                                             | Siria                                                 | Anatolia                                              |
| ----------------------------------------------------- | ----------------------------------------------------- | ----------------------------------------------------- | ----------------------------------------------------- | ----------------------------------------------------- | ----------------------------------------------------- |
| 4000                                                  | Ubaid antico (=Ubaid 3) Eridu 11-9                    | Ninive 3 Gawra 17-14                                  | Susiana C Mehmeh                                      | Amuq D                                                | Mersina 16                                            |
| 3500                                                  | Ubaid tardo (=Ubaid 4) Eridu 8-6 Uruk 18-15           | Ninive 3 Gawra 13-12                                  | Bayat Susa A                                          | Amuq E                                                | Mersina 15                                            |

| Schema cronologico della rivoluzione urbana |                                       |                                                   |                                                           |                           |                                               |
| 3500                                        | Bassa Mesopotamia                     | Alta Mesopotamia                                  | Iran occidentale                                          | Siria                     | Anatolia orientale                            |
| 3200                                        | antico Uruk 14-9 Eridu 5-4            | Gawra 11-10                                       | Khuzistan: Susa B Zagros: Godin 7 Fars: antico Banesh     | Amuq F Hama K             | Malatya 7                                     |
| 3000                                        | tardo Uruk 8-4 Eridu 3-2 Nippur 16-15 | Gawra 9 Ninive 4 Tell Brak ("tempio dell'occhio") | Khuzistan: tipo Uruk Zagros: Godin 5-6 Fars: medio Banesh | Habuba Kebira Gebel Aruda | Malatya 6A Hassek Kurban Hüyük 6 Mersin 14-13 |
| 2900                                        | Gemdet Nasr Uruk 3 Nippur 14-12       | Gawra 8 Ninive 5                                  | Khuzistan: Susa C Zagros: Godin 4 Fars: tardo Banesh      | Amuq G Hama K             | Malatya 6B Kurban Hüyük 5 Mersin 12           |